# Десятовы (дворянский род)
Десятовы (Десятово, Десятые) — древний русский дворянский род.
Род внесён в дворянские родословные книги: Тверской, Новгородской и Орловской губерний.

## История рода
Русин Десятов числился опричником Ивана Грозного (1573). При защите города Луки от войск Стефана Батория погибли: Шестак Аврамов, Михаил и Добрыня Григорьевичи Десятовы (1581). Третьяк Десятов служил в подьячих (1583). Иван Добрынин Десятов вёрстан новичным окладом (1596), городовой дворянин по Мещовску (1627—1629). Фёдор Гаврилович похоронен в церкви Святого Владимира в Новых Садах в Москве († 1607). Богдану-Русину Сидоровичу за московское осадное сидение пожалована вотчина в Старицком уезде (1613), пожаловано поместье в Белозерском уезде (1621), потомство его внесено в родословные книги Тверской и Новгородской губерний. Гурий Десятов владел поместьем в Рязанском уезде (1628). Иван Десятов участвовал в посольстве в Литву (1646), подьячий (1650), дьяк Аптекарского приказа (1664), дьяк приказа Большой Казны (1672).
Юрий Варфаламеевич казачий атаман в Можайске, пожалован поместьем (1636), его потомство внесено в родословную книгу Орловской губернии.
Десять представителей рода владели населёнными имениями (1699).

## Известные представители
- Десятов Михаил Григорьевич — мещовский городовой дворянин (1627—1629).
- Десятов Юрий — воевода в Борисове (1642—1647).
- Десятов Юрий — подьячий (1666).
- Десятов Иван Никитич — стряпчий (1670—1678), стольник (1687), участник Крымского похода.
- Десятов Фёдор Афанасьевич — стряпчий (1692).
- Десятовы: Фома Антипович и Афанасий Никитич — московские дворяне (1692).
- Десятовы: Василий Андреевич, Андрей Никитич — стольники (1686—1692)[3][4][5].